# Нимфеј
Нимфеј (грч. Νυμφαίον) у Старој Грчкој означава света места посвећена нимфама, а посебно нимфама извора, углавном Нејада. Ово одређење датира из митских времена, како наводи Хомер али и многи историчари попут Страбона и Плутарха, а спомиње се и у Суиди.

## Уопштено
Обично су таква места биле пећине богате изворима, које су се сматрале купалиштима и боравиштима Нимфи. Оваквих нимфеја било је широм хеленског света и где год да се развила хеленска култура. Карактеристично је било пророчиште које наводи Хомер, Нимфеj у Итаки, где је одбегао Одисеј и помолио се за повратак у отаџбину, или као и Калипсина пећина, која је такође нимфеј.

### Грчки Нимфеји
Нимфејима су стари Грци називали такође и лучне грађевине у којима су се налазили градски извори који су углавном били посвећени Нимфи. Такви вештачки Нимфеји су били Теагенин извор у Мегари, Пријенин и Глаукин извор у Коринту, као и Калироин извор у Атини. Остали важни нимфеји које спомињу историчари су:
1. Нимфеј у Парнасу (спомињу га Страбон и Паусанија)
2. Нимфеј у Сипилу, или Сипилова пећина (Илијада)
3. Нимфеј у Китерону, посвећен нимфама Сфрагитидама, налази се близу Филија, спомињу га Паусанија, Плутарх у Аристотел.
4. Нимфеј у Хеликону, посвећен ливатријским нимфама које спомиње Страбон.
5. Нимфеј у Вари, у коме су пронађени многи заветни предмети, међу којима је и слика Пана како свира фрулу, док четири Нимфе око олтара примају Архандову великодушну понуду.
6. Нимфеј у Пенделији, који се налази мало изнад пећине Давела, богате сталактитима и сталагмитима са подом поплочаним глиненим плочама, где су пренађени бројни мермерни рељефи из 4. века пре нове ере.
7. Химфеј у Делфима, који представља пећински извор Касталија, у коме постоје три уклесане нише у којима је био исти број статуа Нимфи.
8. Нимфеји на Родосу, налазе се на западној страни Акропоља града Родоса.

Много пута су око Нимфеја подизани посебни мањи храмови посвећени Нимфама, који су такође названи Нимфеји, много таквих је било у Илиди, према сведочењу Страбона. Тако је почело да се уобичава подизање оваквих грађевина и унутар градова у којима су се налазиле јавне чесме, такође посвећене Нимфама. Такви сад већ вештачки Нимфеји посебно вредни због богатих украса, били су:
1. Чесма Теагена у Мегари
2. Чесма Пријене и Глауке у Коринту
3. Чесма код Калироиног извора у Атини
4. Према подацима из налаза (резервоари и водоводни систем око брда Нимфи) претпоставља се да је постојао Нимфеј и на овом брду.

Временом, ова грађевинска дела, посебно у хеленистичком периоду, бивала су све импозантнија и луксузнија са стубовима, резервоарима, аркадама и тако даље. Једна таква значајна грађевина био је Нимфеј у Миези у Македонији, у коме је Аристотел подучавао Александра Великог, данас познатији као Палеосотер у ,,Веријском извору”, близу Науса. Ово је у суштини била пећина са сталактитима, на чијем улазу су се налазиле камене клупе где је Аристотел подучавао. Слична таква грађевина изграђена је и у Коринту, са великом аркадом на улазу. Такође, у античкој Олимпији, наводни споменик позорнице Херода Атичког био је Нимфеј који је имао велики лук (као архитектонски облик улаза у пећину) са полукуполним кровом и мермером обложеним зидовима који су носили две статуе. Управо такав архитектонски дизајн са полукуполним сводом имао је и Нимфеј у Ефесу, који су наводно усвојили римски инжењери и архитекте тог доба.

### Римски Нимфеји
Римски Нимфеји, познатији под називом Нимфеум (из латинског Nympheum), почели су да се подижу око 4. века п.н.е. То су биле вештачке грађевине које су служиле као светилишта, резервоари или места окупљања. Већина њих су била у склопу царских палата или бања, попут Нимфеума у вртовима цара Галијена, Нимфеума Домицијанове палате на брду Палатин и други на брду Квиринал у Риму. Познати Нимфеум у хеленском свету био је Нимфеум у античкој Олимпији, познат и као водовод Херода Атичког, изграђен око 160. године п.н.е.
Паралелно са развојем мозаика, Нимфеји хеленистичког периода почињу да се украшавају богатим мозаицима, као што је био случај у Антиохији и Константинопољу. Посебно њихова импозантност и богата декорација, променили су њихову намену, претворивши их у места за одржавање венчања. Овај концепт био је присутан и у Византији, како бележи Јован Зонара, ,,такозвани Нимфеум постао је други дом за венчања”.